# NGC 5170
NGC 5170 é uma galáxia espiral (Sc) localizada na direcção da constelação de Virgo. Possui uma declinação de -17° 57' 55" e uma ascensão recta de 13 horas, 29 minutos e 48,8 segundos.
A galáxia NGC 5170 foi descoberta em 7 de Fevereiro de 1785 por William Herschel.